# Іраклій Кортуа
Іраклій Кортуа (груз. ირაკლი ქორთუა; нар. 5 жовтня 1987, Гагра, Грузинська РСР) — грузинський футболіст, захисник.

## Клубна кар'єра
Розпочав професійну кар'єру в клубі «Гагра», де виступав на позиції правого захисника.
У 2004 році перейшов у київське «Динамо». У лютому 2005 року поїхав на збори з «Динамо-2» на Кіпр. Виступав за «Динамо-2» й дубль. У складі «Динамо-2» дебютував 6 травня 2005 року в переможному (1:0) домашньому поєдинку 28-го туру першої ліги чемпіонату України у поєдинку проти стрийского «Газовика-Скали». Іраклій вийшов на поле в стартовому складі та відіграв увесь матч, а на 52-ій хвилині отримав жовту картку. У складі другої команди динамівців зіграв 15 матчів у Першій лізі. Ще 12 поєдинків провів за дубль «Динамо». У другій частині сезону 2005/06 виступав на правах оренди за дубль сімферопольської «Таврії». За дублерів таврійців відіграв 8 матчів. 
Влітку 2006 року побував на перегляді в російському «Ростові» і латвійській «Ризі», але в підсумку перейшов в інший латвійський клуб «Діжванагі». З 2007 року клуб називається «Блазма». У складі цього клубу зіграв 38 матчів та відзначився 2-ма голами в латвійському чемпіонаті.
Взимку 2009 року перейшов у «Дінабург» з міста Даугавпілс. У 2009 році повернувся до «Гагри», кольори якої захищав до 2010 року. У 2011 році виступав у чемпіонаті Абхазії за сухумське «Динамо». За результатами опитування за звання найкращого футболіста Абхазії 2011 року Кортуа зайняв 9-10 місце. Тоді ж отримав і громадянство Абхазії. У червні 2012 року покинув «Динамо». З 2012 по 2014 році виступав у складі іншого абхазького клубу, «Цхумі».

## Кар'єра в збірній
Виступав за юнацьку збірну Грузії U-19. У 2005 році викликався до табору молодіжної збірної Грузії.